# Левскі (Карлово)
ОФК Левскі Карлово (болг. ОФК Левски Карлово) — болгарський футбольний клуб з міста Карлово в Пловдивській області. Домашні матчі команда проводить на стадіоні «Васіл Левскі», що вміщає близько 3 000 глядачів.

## Хронологія назв
- «Левскі» — 1923–1944
- ДНА — 1945–1956
- «Торпедо» — 1956–1960
- «Левскі» — 1960–1969
- «Торпедо» — 1969–1989
- «Левскі» — 1989–1992
- «Карлово» — 1992–1994
- «Левскі» — 1994–1997
- «Торпедо» — 1997–2004
- «Левскі» — 2004–донині

## Історія
З моменту свого заснування у 1923 році «Левскі» провів 10 сезонів у другому дивізіоні Болгарії. Найкращим результатом в історії клубу було третє місце у другому дивізіоні в 1975 році. За підсумками чемпіонату 1981/82 «Левскі» зайняв 17-те місце і надовго покинув другий ешелон болгарського футболу. У тому сезоні, однак, за команду грав Петар Александров, забивши 10 голів в 22 матчах. По закінченні турніру він перейшов в софійську «Славію», а в 1994 році у складі національної збірної став півфіналістом чемпіонату світу.
Клуб був розпущений у 2004 році, але відновлений в тому ж році. Він виступав у третьому дивізіоні до 2016 року, коли 27 липня був підвищений у новостворену Другу лігу.. 8 серпня 2016 року команда провела першу за останні 34 роки гру на професійному рівні, поступившись софійському «Локомотиву» з рахунком 2:3. 20 вересня того ж року «Левскі» програв «Вереї» у першому раунді Кубка Болгарії (0:2). У другій за значущістю лізі «Левскі» на чолі з капітаном Янко Валкановим грав роль безнадійного аутсайдера, програвши перші 9 матчів турніру і вилетівши назад в аматорську лігу за підсумками сезону 2016/2017.